# Michel Hidalgo
Michel Hidalgo (ur. 22 marca 1933 w Leffrinckoucke, zm. 26 marca 2020 w Marsylii) – francuski piłkarz, trener piłkarski, selekcjoner reprezentacji Francji, którą doprowadził do mistrzostwa Europy w 1984 roku.

## Kariera zawodnicza
Hidalgo urodził się w departamencie Nord, gdzie pracował jego ojciec w branży metalurgicznej, jednak wychowywał się w Normandii na przedmieściach Caen, dokąd rodzina przeniosła się z powodu zmiany pracy ojca. Rozpoczął swoją karierę piłkarską już w Normandii, w 1952 zdobył z klubem US Normande z Mondeville mistrzostwo Normandii juniorów. W tym samym roku przeszedł do Le Havre AC, skąd trafił do czołowego wówczas klubu Ligue 1 Stade de Reims, z którym zdobył w 1955 mistrzostwo Francji, w 1956 zaś wystąpił w finale pierwszej edycji Pucharu Europy Mistrzów Krajowych, w którym strzelił nawet bramkę, jednak jego drużyna przegrała 4:3 z Realem Madryt. W 1957 został zawodnikiem AS Monaco, z którym dwukrotnie wywalczył mistrzostwo Francji (1961 i 1963) oraz Puchar Francji (1960–1963). W 1962 rozegrał swój jedyny mecz w reprezentacji narodowej, w 1966 zaś zakończył karierę piłkarską i zajął się trenowaniem.

## Kariera trenerska
Hidalgo rozpoczynał karierę trenerską od pracy z rezerwami AS Monaco. 27 marca 1976 zastąpił Stefana Kovacsa na stanowisku trenera reprezentacji Francji. Hidalgo stworzył jedną z najlepszych drużyn w historii Francji, występował u niego m.in. Michel Platini. Pod wodzą Hidalgo drużyna narodowa grała w półfinale Mistrzostw Świata 1982 i uległa w meczu o 3. miejsce Polsce 2:3. W 1984 wywalczył z drużyną narodową mistrzostwo Europy po finale z Hiszpanią. Po tym sukcesie zastąpił go Henri Michel, zaś Hidalgo został dyrektorem technicznym federacji piłkarskiej. W latach 1986–1991 był menedżerem klubu Olympique Marsylia. Z posady zrezygnował i zajął się pracą w telewizji, był m.in. ekspertem w programie „Demain c’est foot”. W 2004 objął na krótko reprezentację Konga.